# Orthoporus chiriquensis
Orthoporus chiriquensis är en mångfotingart som beskrevs av Pocock 1909. Orthoporus chiriquensis ingår i släktet Orthoporus och familjen Spirostreptidae. Inga underarter finns listade i Catalogue of Life.